# Femme fatale (utwór Iry)
Femme fatale (pol. Demoniczna kobieta) – utwór zespołu IRA skomponowany specjalnie na potrzeby startu w krajowych eliminacjach piosenki Eurowizji 2003. Utwór jest śpiewany w języku angielskim. Autorem tekstu jest popularny tłumacz oraz dziennikarz radiowy Zdzisław Zabierzewski, muzykę natomiast skomponował wspólnie cały zespół. Kompozycja jest zachowana w lekkim rockowym brzmieniu.
Tekst utworu opowiada o pewnej demonicznej kobiecie. Zespół wystąpił z tym utworem podczas eliminacji, które odbyły się w studiu TVP „S5”, blok „F”, 25 stycznia 2003 roku o godzinie 20.10. Prócz zespołu w eliminacjach brało udział 13 innych wykonawców.
Piosenka Femme fatale nie odniosła jednak żadnego sukcesu, i zajęła miejsce poza czołową trójką. Wygrał zespół Ich Troje z utworem Keine grenzen. Jak mówił potem w jednym z wywiadów wokalista grupy Artur Gadowski, celem zespołu nie było wygranie tego konkursu, lecz pokazanie się szerszej publiczności po siedmioletniej przerwie spowodowanej zawieszeniem działalności przez zespół.
Do utworu został nagrany także teledysk, który kręcono w jednej z katowickich hal. Ukazuje on zespół wykonujący tę piosenkę. Reżyserem teledysku jest Paweł Bogocz. Teledysk dość często był pokazywany w telewizji, miało to związek z promocją zespołu przed zbliżającymi się eliminacjami.
Utwór Femme fatale był bardzo rzadko grany na koncertach grupy.

## Twórcy
IRA
- Artur Gadowski – śpiew, chórki
- Wojtek Owczarek – perkusja
- Piotr Sujka – gitara basowa, chór
- Zbigniew Suski – gitara akustyczna

Produkcja
- Nagrywany oraz miksowany: Studio im.Winicjusza Chrósta w Sulejówku
- Tekst utworu: Zdzisław Zabierzewski
- Aranżacja: IRA
- Reżyser teledysku: Paweł Bogocz
- Produkcja: Mariusz Musialski („Em Mariachi Management”)